# Julia Korbik

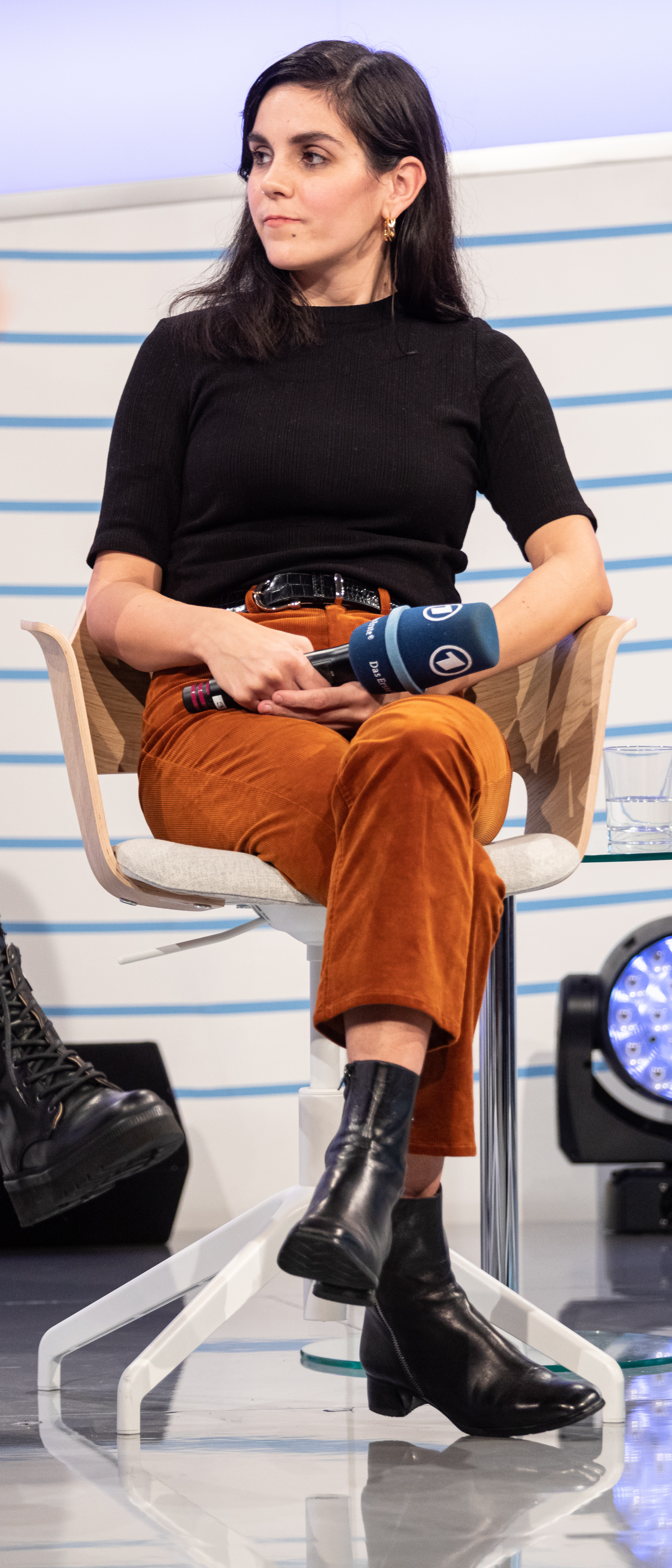
Julia Korbik, 2019

Julia Korbik (* 1988 in Herne) ist eine deutsche Journalistin und Publizistin. 

## Leben
Julia Korbik studierte European Studies, Kommunikationswissenschaften und Journalismus. 2012 erhielt sie ihr Deutsch-Französisches Doppeldiplom.
Im Jahr 2014 erschien ihr Buch Stand Up. Feminismus für Anfänger und Fortgeschrittene, eine Einführung in den Feminismus für junge Menschen. 2016 gründete Korbik den Blog Oh, Simone über die französische Schriftstellerin und Philosophin Simone de Beauvoir. Im Dezember 2017 erschien das Buch Oh, Simone! Warum wir Beauvoir wiederentdecken sollten.
Regelmäßig trat Korbik als Sprecherin auf verschiedenen Veranstaltungen auf sowie als Gastdozentin zum Thema „Gleichberechtigung in der Kreativwirtschaft“ an der Popakademie Baden-Württemberg. Korbik engagiert sich ehrenamtlich für das sechssprachige Onlinemagazin cafébabel: im Vorstand des dahinterstehenden Muttervereins Babel International sowie als Vizepräsidentin der deutschen Sektion, Babel Deutschland e.V.
Julia Korbik lebt in Berlin. Ihre journalistischen Schwerpunkte sind Politik und Popkultur aus feministischer Sicht. Daneben interessiert sie sich für Frankreich und Europa. Sie schreibt u. a. für ze.tt, Vice Broadly, Libertine, This is Jane Wayne, Intro, junge Welt und Tagesspiegel.

## Auszeichnungen
- 2018: Luise-Büchner-Preis für Publizistik
- 2025: Prix Artémisia (Frankreich) gemeinsam mit Julia Bernhard für Simone de Beauvoir: Ich möchte vom Leben alles.[1]

## Schriften
- Stand up. Feminismus für Anfänger und Fortgeschrittene. Rogner & Bernhard, Berlin 2014, 2. Aufl. 2015, ISBN 978-3-95403-044-6.
- Oh, Simone! Warum wir Beauvoir wiederentdecken sollten. Rowohlt Taschenbuch Verlag, Reinbek bei Hamburg 2018, ISBN 978-3-499-63323-2.
- Bonjour liberté. Françoise Sagan und der Aufbruch in die Freiheit. Hanser Verlag, Berlin 2020, ISBN 978-3-446-26944-6.
- Simone de Beauvoir. Ich möchte vom Leben alles. Zusammen mit Julia Bernhard. Rowohlt Verlag, Hamburg 2023, ISBN 978-3-498-00360-9.
- Schwestern. Die Macht des weiblichen Kollektivs. Rowohlt Verlag, Hamburg 2024, ISBN 978-3-498-00372-2.